# Хонг Са-ік

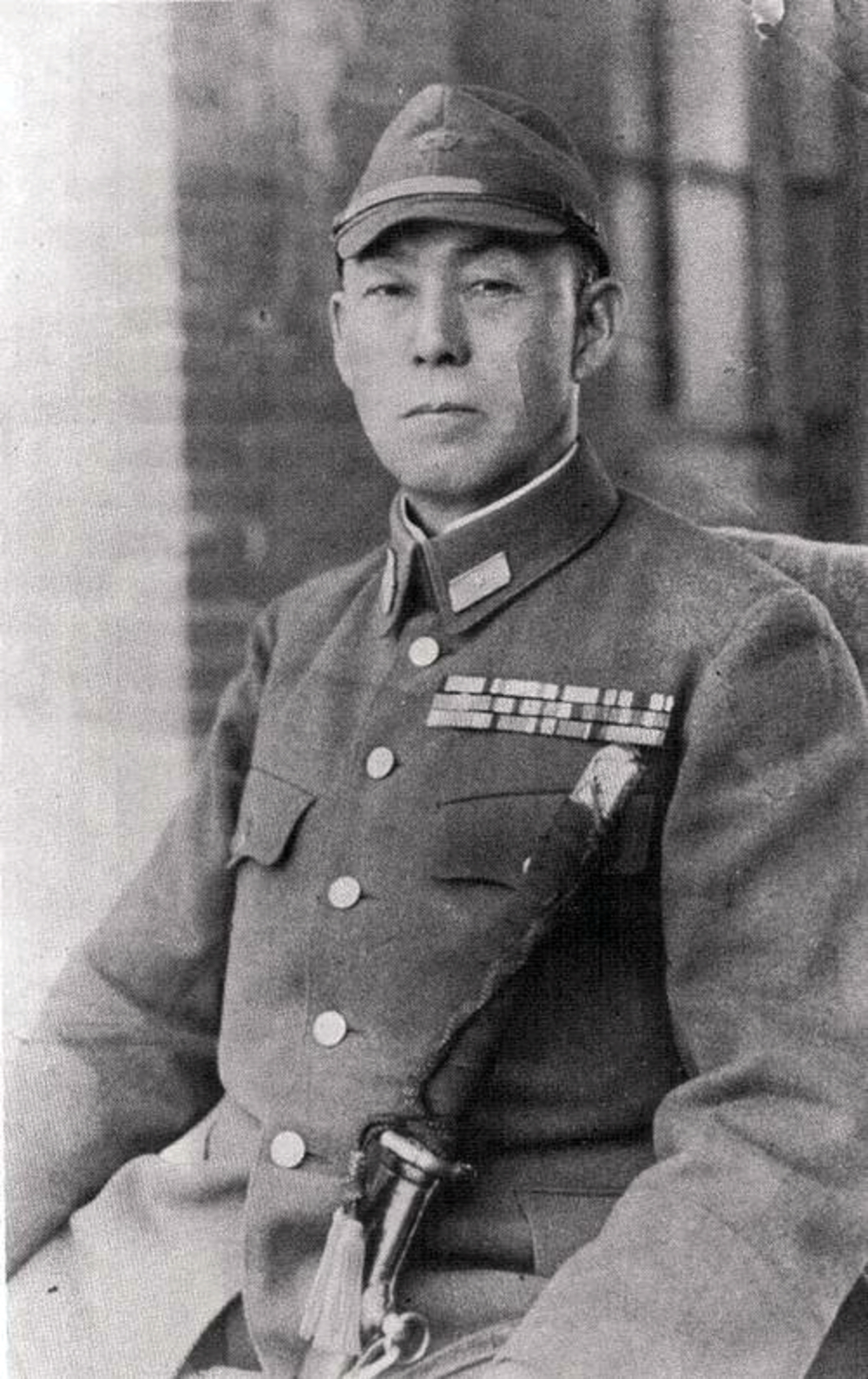
Генерал Хонг Са ік. Між 1941 та 1944 роками.

Хонг Са-ік  (кор.: 홍사익 4 березня 1889 — 26 вересня 1946) також відомий за японським читанням свого імені Ко Сійоку (яп. 洪 思翊), він був генерал-лейтенантом імператорської армії Японської імперії та був найбільш високопоставленим етнічним корейцем який перебував на військовій службі в Японській імперії якого було звинувачено у вчиненні воєнних злочинів, пов'язані з військовими діями Японської імперії під час Другої світової війни.
Як випускник військової академії імператорської армії Японської імперії, Хонг Са-ік був призначений командиром японських таборів для військовополонених, у яких утримувалися військовополонені союзників (переважно США та Філіппін) дані табори були розташовані на території Філіппін під час другої світової війни, і серед японських охоронців цих таборів було багато  етнічних корейців.
Генерал-лейтенант Хонг Са-ік був визнаний відповідальним за всі жорстокості, які були вчинені  японськими охоронцями таборів військовополонених, проти військовополонених союзників на Філіппінах, і був страчений (повішений) у 1946 році.

## Рання кар'єра
Хонг Са-ік, був членом клану «Нам'ян Хонг», та народився в 1889 році в сім'ї  «Янбан» в Ансоні, провінція Кьонгі, в Королівстві Чосон (Корея). У 1905 році, коли було підписано японо-корейський договір про протекторат, він вступив до військової академії Корейської імперії. Після скасування (ліквідації) цієї військової академії в 1909 році він перейшов до японської Центральної військово-підготовчої школи (яп. 陸軍中央幼年学校) в статусі фінансованого корейським урядом студента разом із кронпринцом корейської імперії Лі Ином за наказом скинутого з корейського престолу імператора Коджона.
Незабаром після цього Хонг Са-ік перейшов до військової академії імператорської армії Японської імперії. У той час в ній навчалися кілька студентів з Корейської імперії які були зарахованих до цієї військової академії. Одначе після того, як Японська імперія анексувала (окупувала) Корейську імперію в 1910 році кілька корейських учнів залишили цю військову академію, щоб приєднатися до руху за незалежність Кореї. Проте більшість корейських студентів вирішили наслідували приклад Джи Чонг-Чіон, який стверджував, що вони повинні йти воювати лише після того, як навчаться та розвинуть свої навички. Деякі, такі як Хонг Са-ік, намагалися триматися осторонь від обох рухів і в основному розійшлися зі своїми однокласниками.
У 1914 році Хонг Са-ік закінчив 26 клас військової академії та отримав військове звання лейтенанта і був зарахований до імператорської армії Японської імперії, а в 1923 році він закінчив японську вищу військову академію армії Японської імперії. Проте попри це, він таємно підтримував дружбу з Джи Чонг-Чіон та іншими антияпонськими активістами Корейської визвольної армії та навіть підтримував сім’ю Джи Чонг-Чіон своїми власними коштами, що могло б поставити самого Хонг Са-іка під загрозу, якби про це стало відомо публічно.

## Військова кар'єра

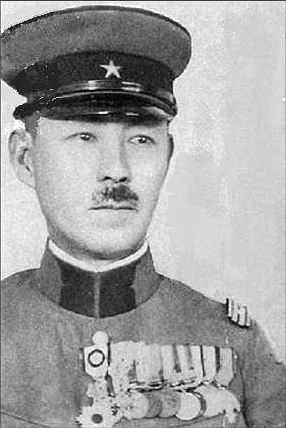
Хонг Са-ік в однострої майора

У зв’язку із запровадженням в Японській імперії політики «Політика зміни імен» на Хонг Са-іка чинився сильний тиск, щоб він змінив своє справжнє корейське ім’я на ім’я в японському стилі, але він проігнорував цей тиск і врешті-решт не змінив свого імені та залишив своє корейське прізвище Хонг.
Хонг Са-ік продовжував демонструвати надзвичайні здібності та швидко отримав просування по військовій службі в імператорській армії Японської імперії, зрештою він дослужився до звання генерал-лейтенанта. У 1939–1940 роках служив у Китайській експедиційній армії. У 1940–41 роках він був призначений до 1 дивізії складів, а в 1941 році став командиром 108 піхотної бригади імператорської армії Японської імперії у званні генерал-майора.
У березні 1944 року Хонг Са-ік  відправився проходити військову службу на Філіппіни, щоб очолити командування всіма таборами для військовополонених на цій території. У жовтні того ж року він отримав звання генерал-лейтенанта і залишився на території Філіппін у японській 14 загальній армії, працюючи її головним офіцером матеріально-технічного забезпечення до припинення бойових дій.

## Суд і страта
Після закінчення другої світової війни Хонг Са-ік судили в Манілі перед військовим трибуналом союзників за поведінку його тюремних охоронців, коли він був їх комендантом. Трибунал в Манілі 18 квітня 1946 року засудив Хонг Са-ік до страти як військового злочинця. Його було страчено через повішення 28 вересня 1946 року. Хонг Са-ік, який прийняв християнство під час перебування під вартою, попросив священнослужителя прочитати 51 псалом з Біблії в останні хвилини його життя.

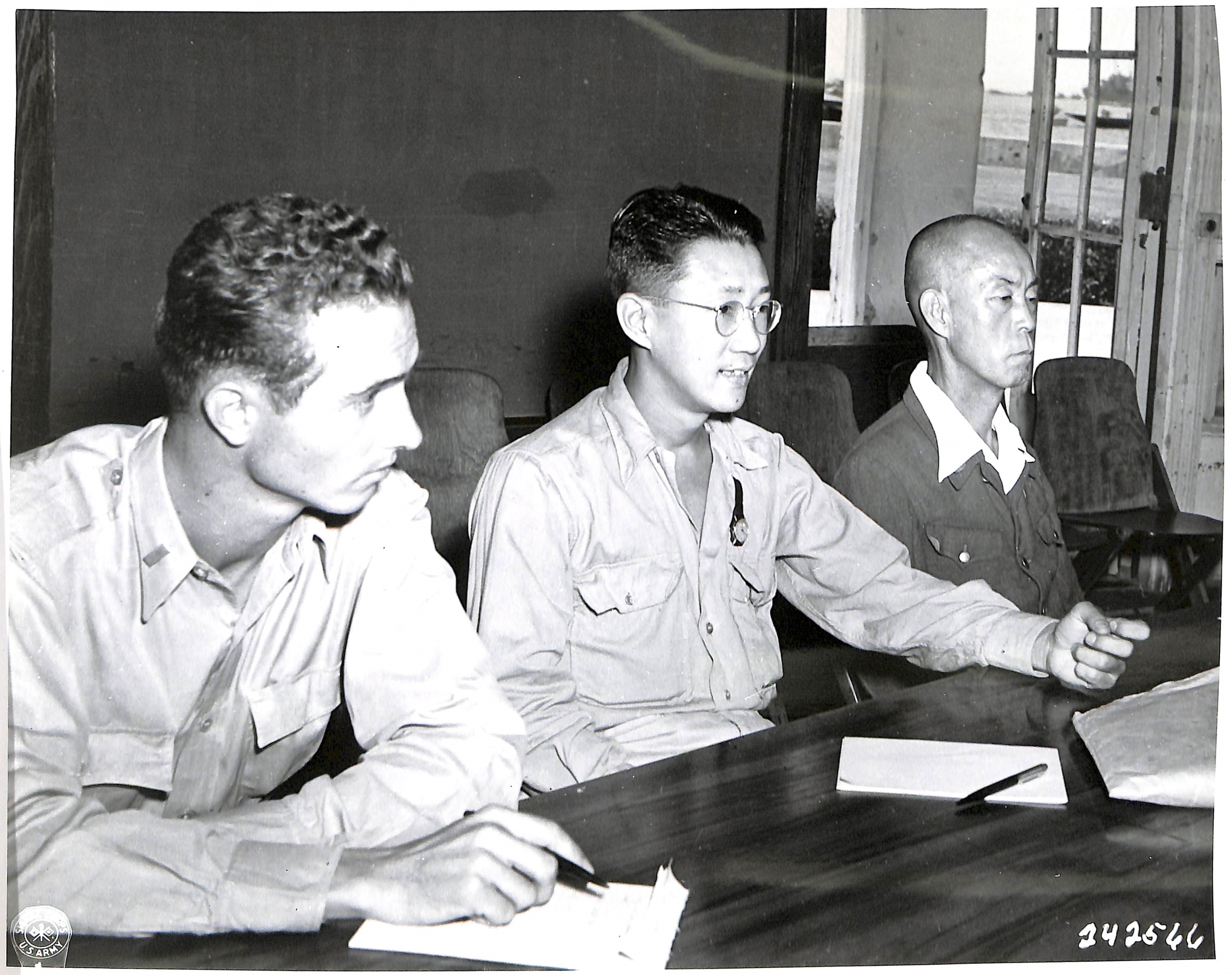
Хонг Са-ік (праворуч) на суді над ним за військові злочини в 1946 році

## Пізніші перегляди
Після того, як Корея відновила свою незалежність та державність, сім'я Хонг Са-іка  стала об'єктом звинувачень і остракізму з боку різних корейських фракцій у Кореї. Його старший син, Хонг Гук Сон, закінчив японський університет Васеда, а потім працював у банку Чосен, але був усунений зі своєї посади за наказом президента Республіки Корея Лі Синмана. Пізніше він і його мати, вдова Хонг Са-іка, емігрували до США.